# Васильєв Віктор Анатолійович

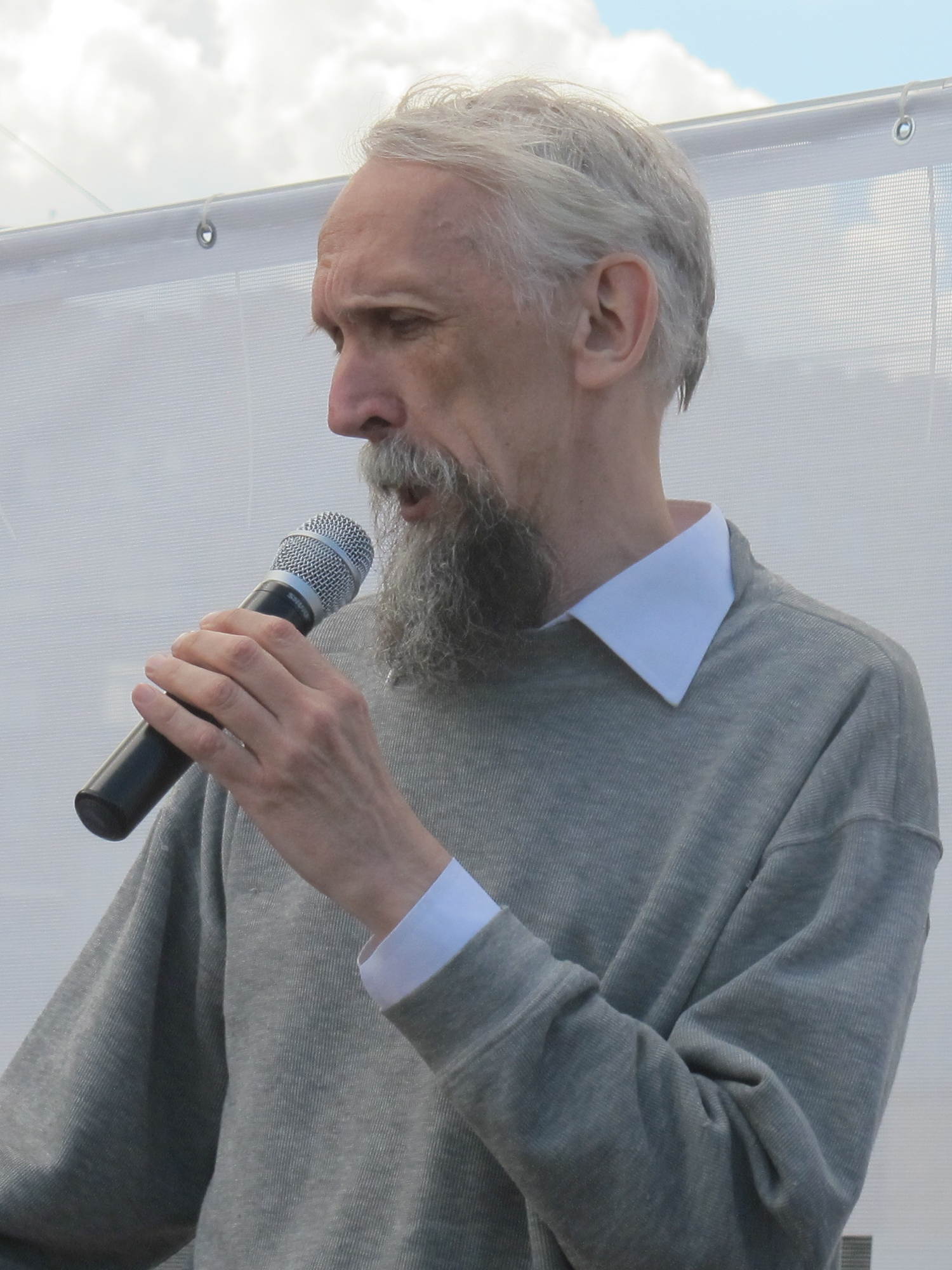
Віктор Анатолійович Васильєв (2015)

Віктор Анатолійович Васильєв (* 10 квітня 1956, Москва, РРФСР) — російський учений-математик, академік РАН. З 14 вересня 2010 року — президент Московського математичного товариства. Член експертної комісії Російської ради олімпіад школярів з математики.
Народився в сім'ї математиків, батько — професор механіко-математичного факультету МДУ Анатолій Михайлович Васильєв (1923–1987).

## Громадянська позиція
У березні 2014 року, після російської інтервенції в Україну, разом з рядом інших відомих діячів науки і культури Росії висловив свою незгоду з політикою російської влади в Криму. Свою позицію вони виклали у відкритому листі.
Підписав відкритого листа російських науковців та наукових журналістів проти Російського вторгнення в Україну 2022 року.